# Take No Prisoners
Take No Prisoners (рус. Пленных не брать) — компьютерная игра в жанре action, разработанная компанией Raven Software и выпущенный в продажу компанией Red Orb Entertainment в 1997.

## Сюжет
Действие игры происходит в пост-апокалиптическом городе Сан-Антонио, который в результате применения ядерного оружия оказался разрушен, а всё живое в городе через несколько месяцев погибнет от смертельной радиации и других последствий разрушения. Главный герой, наёмник Слэйд, нанимается на Мартек Индастрис чтобы найти специальный кристалл, который позволит создать защитный купол для города. Кристалл находится внутри устройства, ранее поддерживавшего такой купол, но вышедшего из строя в результате бомбардировки. Слэйд отправляется в центр города, чтобы добыть кристалл.

## Игровой процесс
Игра представляет собой action с видом сверху (top-down). Игрок может свободно перемещаться по игровому уровню и между ними — город разделён на отдельные локации. Каждая локация (кроме Купола) принадлежит определённой группе — противники такой группы будут встречаться наиболее часто. Путешествовать между локациями можно на военных грузовиках, моторных лодках или поездах метро. Не все локации изначально доступны — некоторые поезда обесточены, а тоннели для лодок заблокированы. В пределах уровня игрок также может использовать различные транспортные средства — это может быть армейский моторный планер, канализационная лодка «водорез» или грузовик техобслуживания. Игрок может заполучить транспортное средство, убив водителя (при этом может пострадать само транспортное средство). В свою очередь противник может захватить брошенную Слэйдом машину. Кроме подвижных транспортных средств встречаются стационарные боевые установки (лазерная и импульсная).
Для хранения информации об оружии, предметах и противниках, а также хранения цифровых карт локаций и персональных записей Слэйд использует карманный компьютер, который можно открыть в любой момент. Использование карманного компьютера во время постановки игры на паузу невозможно, а в открытом виде он закрывает больше половины экрана, поэтому всегда есть опасность подвергнуться неожиданному нападению во время чтения записей.
Оружие в игре соответствует научно-фантастическому сеттингу. Каждый противник в игре имеет типичное для него вооружение, а также уязвимости или иммунитет к определённым видам оружия.

## Рецензии
| Сводный рейтинг       | Сводный рейтинг      |
| Агрегатор             | Оценка               |
| --------------------- | -------------------- |
| GameRankings          | 68,50 % (2 рецензии) |
| MobyRank              | 77 (8 рецензий)      |
| Иноязычные издания    |                      |
| Издание               | Оценка               |
| GameRevolution        | B+                   |
| GameSpot              | 7,0                  |
| PC Zone               | 67/100               |
| Русскоязычные издания |                      |
| Издание               | Оценка               |
| «Страна игр»          | 8/10                 |